# SCAN Tarragona
SCAN Tarragona és un festival internacional de fotografia creat l'any 2008 per la Generalitat de Catalunya i l'Ajuntament de Tarragona. Està especialitzat en nous talents de la creació fotogràfica i en la recuperació del patrimoni visual. Per fer-ho possible, el festival aplega múltiples iniciatives, públiques i privades, nascudes del mateix teixit cultural tarragoní: institucions, entitats, museus, fundacions, espais d'art, associacions i escoles.
La primera edició va tenir lloc el 2008. Per la secció oficial de l'edicióde 2014 han passat artistes com Iñaki Bergera, Anne Berry, Albert Bonsfills, Pablo Castilla, David Catá, Caleb Cole, Rodrigo Illescas, Jordi Pizarro, Marina Ruiz i Pixy Yijun Liao També destaca l'exposició temàtica sobre fotografia i poesia visual on es pot veure l'obra d'artistes com Julián Alonso, Eugènia Balcells, Jordi Cerdà, Carles Hac Mor, Ouka Lele, Chema Madoz, Fina Miralles, Perejaume, Jaume Plensa o Guillem Viladot, entre d'altres.